# 世界大賽
世界大賽（英語：World Series）是美國職棒大聯盟（MLB）於每年10月舉行的總冠軍賽，是美國以及加拿大職業棒球最高等級的赛事。自1903年起，世界大賽每年舉行，由美國聯盟和國家聯盟的冠軍進行7戰4勝制的總冠軍賽，並由獲勝的一方獲得世界大賽獎盃。
紐約洋基隊是贏得最多世界大賽的球隊，他們41次進入世界大賽，并贏得其中的27次冠軍。聖路易斯紅雀是赢得世界大賽第二多的球隊，他們一共獲得11次冠軍。

## 命名
相傳「世界大賽」的「世界」一詞是來自發起它的報紙紐約世界。棒球研究人員道格·帕帕斯反駁前者主張，證明這種線形發展是從慣用語"世界的冠軍大賽"（過去常常指1903年的系列賽）從"世界的大賽"到世界大賽"來的。此外，調查"紐約世界"相關的年代沒有證據顯示紐約世界是發起者。
由於世界大賽基本上都在10月舉行，也因此被許多體育記者稱為“秋季經典賽”（Fall Classic）或是“十月經典賽”（October Classic）。

## 歷史

### 現今的世界大賽（1903年－今）

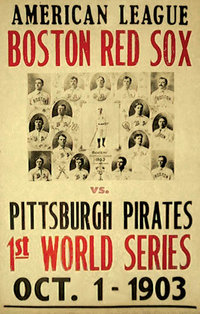
1903年世界大賽海報

#### 第一次嘗試
經過兩年的惡性競爭和球員挖角後，國聯和美聯決定和平共處，並使用相同的制度，並由美聯冠軍和國聯冠軍舉行季後賽。
1903年 波士頓朝聖者（美聯）擊敗匹茲堡海盜（國聯），5勝3敗。

#### 1904年的聯合抵制
1904年由美聯的波士頓朝聖者和紐約巨人表演。巨人隊的老闆John Brush和總教練約翰·麥格勞拒絕與美國聯盟比賽，他們認為朝聖者是小聯盟級的球隊，不配和他們比賽。
1925年，布魯克林的老闆Charles Ebbets說服各隊老闆，世界大賽賽程統一使用2-3-2的制度（前兩場的主場由某一支球隊將擔任，接下來三場的主場由另一支球隊將擔任，後面兩場假如需要的話由最先擔任主場的球隊再度擔任；第一場的主場由兩個聯盟冠隊輪流擔任）。

#### 1919年黑襪事件
黑襪事件是芝加哥白襪隊史上永遠揮之不去的污點，也是整個大聯盟歷史上無法被掩蓋的黑幕，而彷彿詛咒一般，白襪隊一直等到88年之後的2005年才再度坐擁世界大賽冠軍。
1919年的世界大賽是由代表美國聯盟的芝加哥白襪隊與代表國家聯盟的辛辛那提紅人隊之間所進行的系列戰。由於第一次世界大戰後群眾對棒球的熱情與日俱增，加上當年戰績最好的白襪隊，一致被看好能獲得世界大賽冠軍，而為了白襪的超人氣，聯盟決定這一屆的世界大賽將採用九戰五勝制。白襪當年的老闆Charles Comiskey，極為吝嗇，他付給球員薪資的原則是能有多低，就有多低，並讓許多一旦達到某項成績，便可獲到獎金的選手，經常在領獎邊緣時枯坐板凳。
長時間受到老闆剝削，許多白襪球員伺機報復，剛好被賭徒逮到機會，在一群具有黑道背景的賭徒以金錢誘惑下，8位白襪球員決定故意輸掉當年世界大賽。這項陰謀是由芝加哥白襪隊一壘手Arnold "Chick" Gandil和一名職業賭徒Joseph "Sport" Sullivan所共謀的。Gandil找了七位隊友，基於貪婪以及對小氣的球團老闆Charles Comiskey的反感，他們一起研究出操控比賽的方法。在世界大賽於10月1日開打之前，賭博界之間就開始流傳比賽可能有問題的謠言，大量下注紅人隊獲勝的賭金也讓紅人隊的賠率很快地下降。
後來，白襪隊第一場先發Eddie Cicotte及第二場先發Lefty Williams打假球故意輸球，先後以1比9及2比4二連敗，第三場在沒有打假球的投手Dickie Kerr先發之下以3比0完封勝，但第四場和第五場打假球的Eddie Cicotte和Lefty" Williams先發，先後以0比2和0比5故意輸球，第六場再度由唯一沒打假球的投手Dickie Kerr先發，以5比4再一次奪勝，Eddie Cicotte在第七戰再先發，然而這次Eddie Cicotte在良心譴責下投出了一勝，以4比1擊敗對手，但在Eddie Cicotte想打好比賽的情況下，其他涉嫌黑襪事件的隊友仍不知悔改，第八戰派出有打假球的Lefty" Williams，再次故意輸球，以5比10讓紅人隊拿走世界大賽冠軍。
這些流言也傳到一些記者的耳朵裡，所以有一些人，包括《芝加哥使者與稽查員報》（Chicago Herald and Examiner）的Hugh　Fullerton與前職棒球員現任教練的Christy Mathewson，他們決定一起記錄比較有問題的舉動（投球、打擊與防守）與球員。
這一年的世界大賽之所以會惹得滿天風雨，主要是放水情況過於明顯，Claude Williams三次先發全敗，Eddie Cicotte在第四戰失誤二次，造成紅人攻下二分，而白襪就以0比2敗陣。更甚的是，當年勝投最多的Eddie Cicotte在第一戰第二球就投出「觸身球」，彷彿在昭告世人：「放水就在此役」。當年白襪最後以3W－5L敗陣下來。
翌年，1920年球季，聯邦檢察官及大陪審團開始調查，最終判定參與放水的八名球員均處終身球監，審理的聯邦法官Kenesaw Mountain Landis也被指定為美國職棒大聯盟的第一任理事長(Commissioner of Baseball)以重建球迷對大聯盟棒球的信心。

### 洋基王朝（1920年–1964年）
1919年球季結束後，洋基隊從紅襪隊拿到當時的聯盟第一人貝比·魯斯。洋基也在2年後首次打進世界大賽，從此洋基便成為了世界大賽的常客。在1920年至1964年這45年間，洋基總共打進世界大賽29次，並且拿下20座冠軍。其中1949年至1964年間，更是在16次的世界大賽中拿下14座冠軍。1950年代的洋基隊更是只有在1954年和1959年沒打過世界大賽。1949年至1953年，洋基隊達成了空前絕後的5連霸。打破了1936年至1939年達成的4連霸。而史上也只有1972年至1974年的運動家及1998年至2000年的洋基隊達成過3連霸。

#### 1947年–1964年：幾乎都在紐約城舉辦的世界大賽
除了1948年與1959年，其餘的世界大賽都在紐約舉辦過(1954年世界大賽是由紐約巨人代表國聯與克里夫蘭印地安人對決)。1957年球季結束後，道奇與巨人都搬離紐約，這也讓洋基一度成為紐約區唯一的職業棒球隊，直到1962年紐約大都會隊成立。而1947、1949、1951、1952、1953、1955及1956這幾年的世界大賽，都是由洋基對決巨人或道奇的戲碼。

### 1969年：聯盟冠軍賽開始
在1969年以前，聯盟只會從美聯和國聯挑選戰績第一名的球隊直接進行世界大賽。1969年開始，兩個聯盟各自分為東西兩區。在例行賽結束後，四個分區冠軍開始進行季後賽。第一輪便採取5戰3勝制的聯盟冠軍賽，第二輪就是世界大賽。1985年，大聯盟將賽制從5戰3勝改為7戰4勝。而擁有主場優勢的球隊，會在第1、2、6、7場於自家主場比賽，3、4、5場在客場比賽。

### 1970年代

#### 1971年：首次於夜間舉辦世界大賽
1935年，辛辛那提紅人成為第一支在夜間打棒球比賽的球隊。不過當時是在例行賽進行夜間比賽，而世界大賽依然規定須在天還亮時舉行。不過1949年世界大賽的最後一場比賽，洋基與道奇打了3個多小時，最後到了第9局，由於天黑只能開燈繼續比賽。這也是世界大賽史上第一次使用到人造燈的比賽。1971年世界大賽第4場，大聯盟首次於夜間舉辦世界大賽，當時是在匹茲堡海盜隊的主場三河體育場舉行。之後因為夜間透過電視觀看比賽的觀眾日益增加，因此世界大賽的夜間比賽也愈來愈多。1987年世界大賽第6場是大聯盟史上最後一場日間的世界大賽比賽，而在室外進行的最後一場日間世界大賽是1984年世界大賽的最後一場。

#### 1972年–1978年：運動家三連霸與費斯克的全壘打
這7年期間，只有三支球隊拿下世界大賽冠軍，分別是運動家、紅人與洋基。而且三支球隊接連以連霸的方式拿下冠軍，這是大聯盟史上頭一遭。而運動家在1972年至1974年拿下難得一見的三連霸；紅人連續兩年在世界大賽分別擊敗紅襪與洋基；洋基在1977年與1978年都在世界大賽打敗道奇。
另外，金鶯隊在1969年至1971年間也都闖進世界大賽。不過他們只在1970年拿下冠軍。
而1975年世界大賽的第6場被稱作是大聯盟史上最經典的世界大賽。紅襪隊在8局下落後3分時連得3分追平比數，最後卡爾頓·費斯克於12局擊出再見全壘打，幫助紅襪拿下逆轉勝。

#### 1976年：首次引進指定打擊的世界大賽
1973年，美聯首次採用指定打擊的方案，不過國聯並未跟進此一制度。1973年至1975年間的世界大賽，兩隊都是由投手上場打擊。1976年，紅人連續4場比賽都用相同的先發陣容，並以4連勝拿下世界大賽冠軍。Dan Driessen也成為國聯史上第一位以指定打擊身分於世界大賽登場的球員。1986年，大聯盟又再微調規則。讓國聯球隊在美聯球場比賽才需要使用指定打擊，而這項規則也一直沿用至2021年，2022年國聯也才更改成指定打擊。

### 1980年代

#### 1984年：第一位在兩聯盟都奪冠的總教練安德森
1984年的底特律老虎成為大聯盟史上第三支從開幕戰到球季結束都維持在聯盟第一的球隊(前兩支為1927年的紐約洋基和1955年的布魯克林道奇)。其中老虎隊的總教練史帕奇·安德森(Sparky Anderson)更是成為史上首位在國聯、美聯都拿下世界大賽冠軍的總教練。

#### 1985年：裁判誤判
1985年世界大賽第6場，當時的一壘手Don Denkinger發生了嚴重的誤判事件，紅雀不僅錯失奪冠機會，最後更是遭到皇家逆轉。

#### 1987年：雙城主場全勝利
1987年的明尼蘇達雙城成為大聯盟第一支在世界大賽主場比賽全勝的球隊，後來他們在1991年再次奪冠。

#### 1988年：吉卜森的全壘打
1988年世界大賽最有名的一幕就是在第一場的9局下，道奇在2出局後推出腳受傷的Kirk Gibson上場打擊，結果Gibson在落後一分的情況下敲出再見2分砲。不過後來Gibson腳傷加劇，因此缺席剩下的比賽。最後道奇4勝1敗打敗運動家奪冠。

## 賽制
世界大賽的頭兩場比賽會在其中一支球隊的主場舉行，中間三場在另一支球隊主場舉行。若要比赛進入最後兩場才能分出勝負，則將回到第一支球隊的主場。近年，關於世界大賽主場誰屬的演變如下：
- 2003年之前，美聯冠軍和國聯冠軍每年輪流獲得主場優勢。
- 2003年至2016年期間，贏得明星賽的一方獲得世界大賽的主場優勢。
- 2017年起，大聯盟新版勞資協議中明訂，以戰績更佳的球隊擁有世界大賽的主場優勢。

在1969年以前，世界大賽的門票收入一部份被分給世界大賽獲勝球隊。世界大賽戰敗球隊則不能獲得世界大賽的收入，其他季後賽隊伍也沒有資格。後來改成獲得聯盟冠軍的球隊，或者戰績有5成勝率，得享有收入，而如今只有完成所屬分區第二名，但非外卡球隊才能獲得收入。

## 賽事歷屆戰績

### 早期（1857年－1901年）

#### 國家棒球員協會（業餘→職業）
- 1857年 布魯克林大西洋
- 1858年 紐約同好
- 1859年 布魯克林大西洋
- 1860年 布魯克林大西洋
- 1861年 布魯克林大西洋
- 1862年 布魯克林艾克佛斯
- 1863年 布魯克林艾克佛斯
- 1864年 布魯克林大西洋
- 1865年 布魯克林大西洋
- 1866年 布魯克林大西洋
- 1867年 莫里斯艾尼亞協會
- 1868年 紐約同好
- 1869年 布魯克林運動家
- 1870年 芝加哥白長襪

#### 國家協會
- 1871年 費城運動家
- 1872年 波士頓紅長襪
- 1873年 波士頓紅長襪
- 1874年 波士頓紅長襪
- 1875年 波士頓紅長襪

#### 國家聯盟
- 1876年 芝加哥白長襪
- 1877年 波士頓紅帽
- 1878年 波士頓紅帽
- 1879年 普維敦斯灰
- 1880年 芝加哥白長襪
- 1881年 芝加哥白長襪

#### 國家聯盟對美國協會
- 1882年 芝加哥白長襪
- 1883年 波士頓食豆人
- 1884年 普維敦斯灰
- 1885年 芝加哥白長襪
- 1886年 聖路易布朗
- 1887年 底特律狼獾
- 1888年 紐約巨人
- 1889年 紐約巨人
- 1890年 布魯克林新郎
- 1891年 波士頓食豆人
- 1892年 波士頓食豆人
- 1893年 波士頓食豆人
- 1894年 紐約巨人
- 1895年
- 1896年 巴爾的摩金鶯
- 1897年 巴爾的摩金鶯
- 1898年 波士頓食豆人
- 1899年 布魯克林超霸
- 1900年 布魯克林超霸

## 授獎
1955年起，世界大賽系列賽設有最有價值球員獎（MVP），以獎勵球員的貢獻。2017年9月29日起，這個獎項以威利·梅斯之名冠名。
- 歷來僅有四名球員曾多次得到這個獎項[1]，分別是：
  - 山迪·柯法斯（1963年、1965年）
  - 鮑勃·吉布森（1964年、1967年）
  - 瑞吉·傑克森（1973年、1977年）
  - 柯瑞·席格（2020年、2023年）
- 2009年的松井秀喜是美職歷史上第一位，也是迄今唯一一位亞裔球員出身的世界大賽MVP。

## 軼事及其他
- 世界大賽這個名稱也在其他的冠軍賽被使用，例如大學世界大賽、世界少棒大賽、高爾夫球世界大賽、世界撲克大賽、武術世界大賽。板球世界大賽是短暫的但有影響力的板球比賽。此外，2006年也新增射鏢遊戲世界大賽和21點世界大賽。
- 2001年世界大賽紐約洋基對決亞利桑那響尾蛇在11月4日的第七戰開幕式，於主唱唱完《天佑美國》（God Bless America）之後，一架B-2轟炸機由響尾蛇隊主場Bank One球場上方飛越，該年9月11日曾發生恐怖攻擊事件。
- 世界大賽常被誤解為是一項洲際賽事，實際上只是美國聯盟和國家聯盟冠軍爭奪的一項錦標賽。國家隊參賽的國際棒球聯賽的確存在，例如在奧運會及世界棒球經典賽等賽事中。
  - 每次夏季奥林匹克運動會，美國總是派出小聯盟球隊的球員參賽。不過在2000年，美國曾派出大聯盟球隊隊員得到金牌，暗示大聯盟球隊可以擊敗任何非美國的國家隊。
- 洋基隊名宿尤吉·貝拉是世界大賽歷史出賽場次最多的球員，共有75場，同時他也是安打總數的紀錄保持人（71支安打）[1]。將範圍縮小至投手，則以马里安诺·李维拉為出場最多者（24場）[1]。李維拉生涯累積的11次救援成功至今仍是世界大賽紀錄。

## 外部連結
- 世界大賽門票